# Tibets historia

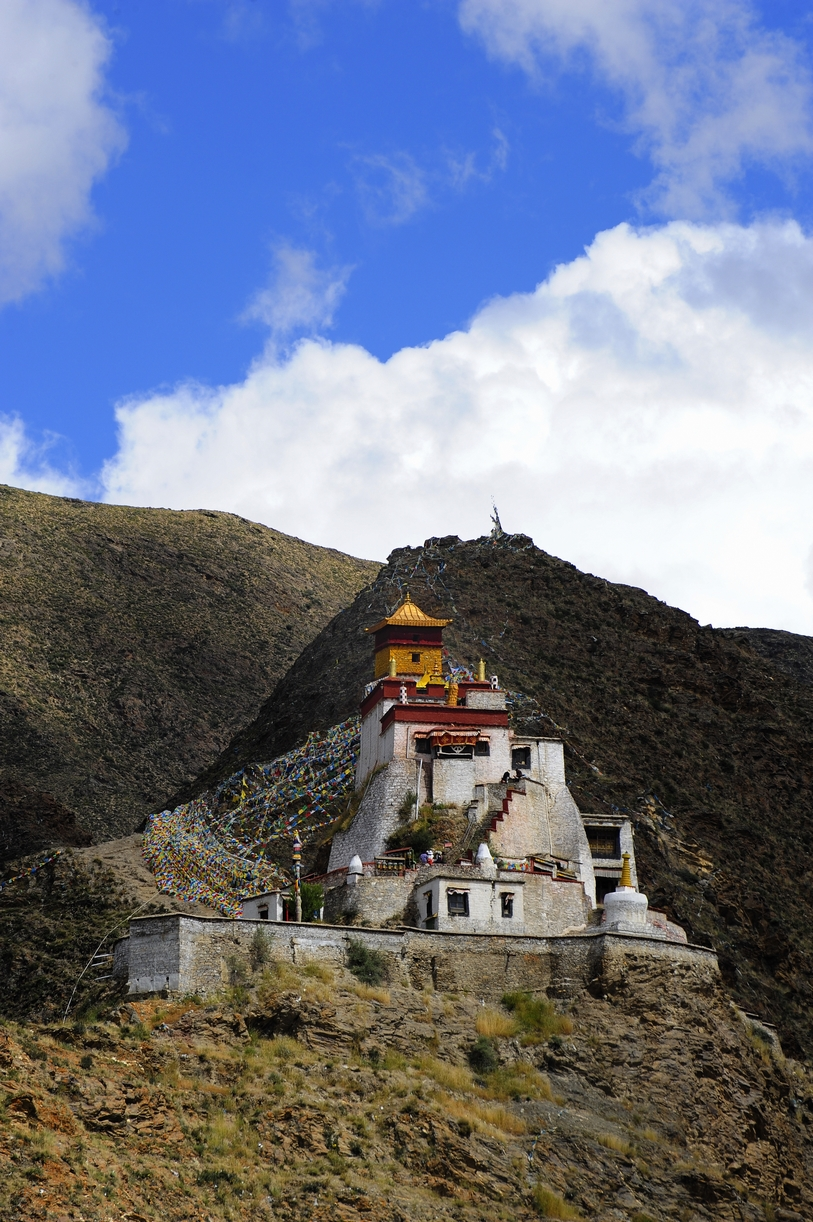
Det gamla Yumbulagang-palatset i Yarlung-dalen.

Tibets historia går tillbaka till 600-talet och landet upplevde sin storhetstid under det tibetanska imperiet mellan ca 600 och 842. Buddhismen infördes i omgångar mellan 600- och 1100-talet och har allt sedan dess präglat landets kultur och styresskick. Från och med senare delen av 1200-talet har Tibet styrts av olika teokratier som ofta sökt stöd hos landets mäktigare grannar. Under 1700-talet blev Tibet ett protektorat under Qingdynastin, men landet förklarade sig självständigt 1913.
1950 invaderade och ockuperade Kina Tibet, med syfte att införliva landet i Folkrepubliken Kina, och 1959 tvingades landets religiöse ledare Dalai Lama i landsflykt efter ett uppror mot det kinesiska styret. Allt sedan dess har regionens politiska status varit omstridd.

## Tidig historia

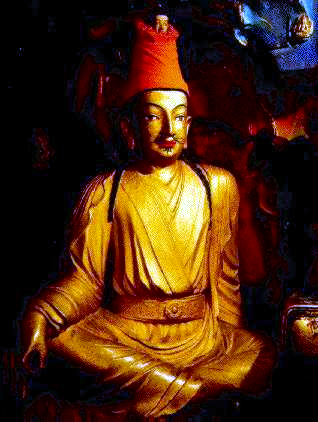
Staty av Songtsän Gampo, det tibetanska imperiets grundare

Tibets tidiga historia är höljd i dunkel på grund av brist på skriftliga källor, men av allt att döma uppstod den tibetanska civilisationen Yarlung-dalen i det som idag är Lhoka-prefekturen och före buddhismens införande utövade tibetanerna den shamanistiska religionen Bön. I kinesiska källor förekommer hänvisningar till ett kungadöme som kallades Tubo och var beläget i nuvarande Tibet.
Enligt en tradition uppstod det tibetanska folket när en trollpacka och en himmelsk apa förenades i ett äktenskap vid berget Gangpo Ri nära dagens Tsetang. Paret fick sex barn, vilka gav upphov till det tibetanska folkets sex stammar. Enligt en annan myt skall Nyentri Tsenpo stigit ned från himlen i Yarlung-dalen och erkänts av lokalbefolkningen som den förste kungen av Yarlung-dynastin, som sedan regerade Tibet fram till 842.

## Tibets enande och buddhismens införande
Under 600-talet enades Tibet för första gången under kung Songtsän Gampo som grundlade det tibetanska imperiet och förde ett antal framgångsrika krig med Tibets grannar.  För att befästa ett fredsfördrag med Tangdynastins Kina krävde Songtsän Gampo att Tanghovet lät honom gifta sig med en kinesisk prinsessa och omkring år 640 gifte sig han sig också med prinsessan Wen Cheng. Både Wen Cheng och kungens andra hustru Bhrikuti Devi, som härstammade från det som idag är Nepal, var båda buddhister och förde läran med sig till Tibet.
Under kung Thrisong Detsen grundades det första klostret Samye kring år 775 och inledde den en intensiv period av översättningar av buddhistiska skrifter till tibetanska, vilket gav upphov till den äldsta skolan inom den tibetanska buddhismen, Nyingma. Denna period brukar kallas för den "första spridningen" av buddhismen i Tibet.

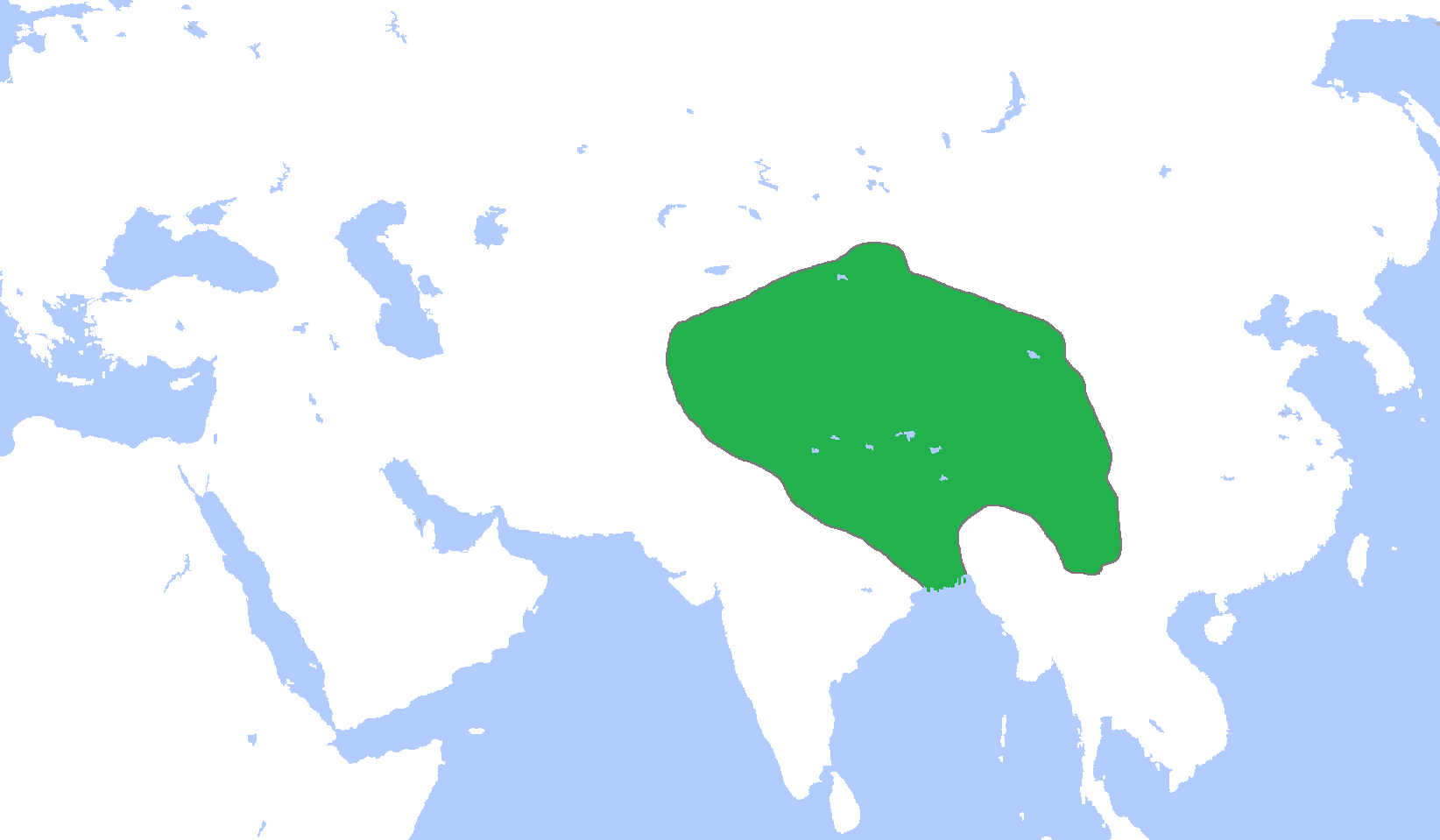
Det tibetanska imperiets största utsträckning år 800.

Det tibetanska imperiet erövrade så småningom hela det område som idag utgör Gansu, samt delar av Sichuan och Yunnan. Man tvingade också Tangdynastin att betala tribut till Tibet och när detta uteblev år 763 plundrade tibetanerna huvudstaden Chang'an, medan den kinesiska kejsaren tvingades fly.

### Tibetanska imperiet och Tangdynastin
Forskaren Yihong Pan menar att Tibet var det största ickekinesiska hotet mot Tangdynastin. Mellan tidigt 600-tal och mitten på 800-talet var Tibet såpass starkt att de allvarligt hotade Tangdynastins geopolitiska ambitioner. Mellan början på 700-talet och år 822 slöt Tibet och Tangdynastin fred sju gånger. Alla dessa fredsavtal bröts, två gånger av kineserna, och fem gånger av tibetanerna.
År 663 erövrade tibetanerna det kinesiska kungadömet Tuyuhun, och vid ett slag vid Qinghaisjön mellan Tibets och Tangdynastins trupper förlorade Tangdynastin 180 000 män. Därefter hade Tibet kontroll över praktiskt taget hela Tangdynastins västra gräns, vilket även inkluderade gynnsamma handelsförbindelser till Silkesvägen.
År 694 till 696 förlorade Tangdynastin ett flertal slag mot Tibet, vilket ledde till en enorm förlust för Tangdynastin i ett slag vid berget Suluohan (素羅汗山). Tibet hade blivit nekad 3 fredsavtal med Tangdynastin, men under kejsarinnan Wu Zetians styre skickades generalen och diplomaten Guo Yuanzhen till Tibet för att förhandla fram ett fredsavtal. Något fredsavtal kunde dock inte slutas, då Tangdynastin vägrade att gå med på Tibets krav för fred.
Därefter varvades krig och fred i perioder. Tangdynastin var starkare än Tibet mot slutet av kejsare Xuanzongs styre. Kort därefter försvagades dock Tangdynastin avsevärt, efter An Lushan-upproret. År 758 hade Tangdynastins regering flytt, efter att persiska och arabiska pirater invaderat Guangzhou. Tibetanerna utnyttjade Tangdynastins svaghet och erövrade 758 Liangzhou och satte in en militärregering. 763 erövrade de Tangdynastins västra huvudstad Chang'an, men denna ockupation varade endast i två veckor. Tibetanerna fortsatte dock att anfalla staden i över två decennier, vilket ledde till att Tangdynastin införde militärt undantagstillstånd fyra gånger mellan 764 och 768. 757 hade Tangdynastin kontroll över alla sina huvudstäder igen, och 763 hade de återfått stabiliteten i landet. De hade dock förlorat mycket under de senaste decennierna, dels hade stora delar av Tangdynastin erövrats – vilket innebar avsevärt mindre skatteintäkter – och samtidigt hade Tibet kontroll över viktiga områden i nordväst som innebar förlorade byteshandelsrutter, silkestillgångar och stora mängder gräsmarker som hästar betade på.
Åren 821–822 slöts ett fredsavtal mellan Tangdynastin och Tibet som till skillnad från tidigare fredsavtal respekterades av båda parterna under en lång tid. 830 och 831 skedde dock en incident, där en vice-kommissarie – och ett antal tibetaner under hans ledning – övergav Tibet i förmån för att emigrera till Tangdynastin. Detta ledde till att han och hans följeslagare skickades tillbaka till Tibet och avrättades, och ett stort antal diplomatiska sändebud skickades från såväl Tangdynastin som Tibet. 842 mördades den tibetanske kejsaren Langdarma, vilket ledde till att det tibetanska imperiet föll, då regeringen förlorade sin makt och det uppstod stora dispyter gällande vem som skulle ta över makten efter Langdarma. Mellan 849 och 866 förlorade Tibet ett flertal av de städer de erövrat från Tangdynastin, samt alla belägringar de hade i Centralasien.

## Det första imperiets kollaps och buddhismens "andra spridning"
Uppgången för den tibetanska buddhismen bröts under kung Langdarma (r. 838–841) som förföljde buddhismen och gynnade den inhemska bön-religionen. Kort efter Langdarmas död föll det tibetanska imperiet samman och landets grannar började återta territorier de förlorat till Tibet. Under 1000-inleddes ett politiskt sönderfall och Tibet delades upp mellan olika klanstyrda klosternätverk.
Under 1000-talet uppstod också en renässans – buddhismens "andra spridning" – med inflytande nästan uteslutande från Indien. Då etablerades buddhismen i hela Tibet. Från Bengalen i Indien till Tibet kom (1024) bland andra Atisha som är den som främst kom att förknippas med kadamlärans uppkomst. Liksom andra mahayana-lärare lade han stor vikt vid att lärorna skulle överföras direkt från mästare till lärjunge. Flera tibetaner studerade för tantriska yogis i Indien och förde med sig texter och yogaläror till Tibet. Flera skolor med magiska och mystiska inslag uppstod ur utbytet med Indien, varav den mest betydande var Kagyü-skolan.

## Teokratins framväxt
Sakya-skolan hade en stor betydelse under Yuandynastin då Kublai Khan 1253 utsåg Sakya-abboten Drogön Chögyal Phagpa till vicekung över Tibet som en följd efter att mongolerna invaderat Tibet 1240. Hans efterföljare styrde därefter Tibet under de återstående 75 år som dynastin varade och detta innebar början på framväxten av ett teokratiskt styre i Tibet. Efter Mongolväldets fall 1368 förlorade Sakya sin maktposition i Tibet, men även den sekulära och religiösa makten fortsatte att vara sammanflätade i Tibet, vilket brukar kallas för chösi zungdrel på tibetanska.
Under Mingdynastin utövade inte Kina någon överhöghet över Tibet. Mingkejsarna gav olika kejserliga titlar till tibetanska härskare och lamor, i synnerhet från Karma-Kagyü-skolan, men kejsarhovet utövade ingen suveränitet över Tibets inre eller yttre politik. Till exempel utnämnde Yongle-kejsaren den femte Karmapa till "kejserlig lärare" (guoshi 國師) 1406 . Detta stöd upphörde dock under Jiajing-kejsarens regering, då mongolerna började dominera Amdo-regionen och den mongoliske fursten Altan Khan började angripa den kinesiska gränsen.
På 1400-talet grundade religionsreformatorn Tsongkhapa den stränga Gelug-skolan inom den tibetanska buddhismen, vilket växte fram som den dominerande skolan i Tibet och trängde undan Karna-Kagyü. Under tiden fram till 1400-talet hade Lhasas prominens vuxit efter att tre stora gelugpakloster byggts där: Seraklostret, Drepungklostret och Gandenklostret. Den religiösa inriktningens vetenskapliga framsteg och politiska kunskap bidrog till att åter göra Lhasa till en viktig stad. På 1500-talet grundades Dalai Lama-traditionen, när Sonam Gyatso övertygade Altan Khan att gå över till gelug-skolan.
Den femte Dalai lama, Lobsang Gyatso, slöt en allians med den khoshot-mongoliske fursten Güshi Khan, vilken hjälpte honom att erövra hela Tibet 1642. I samband med detta flyttade Dalai Lama sitt administrativa centrum från Trashilhünpo till Lhasa, då detta var Tibets religiösa och politiska centrum och 1645 började Potalapalatset byggas. Khoshot-mongolerna behöll sin hegemoni över Tibet fram till 1717.

## Tibet under Qing-väldet
En ny maktfaktor uppstod i Tibets närområde 1644, då Qingdynastin erövrade det egentliga Kina och 1653 besökte Dalai Lama Peking för att träffa Shunzhi-kejsaren personligen. Frågan om de två härskarna möttes som jämlikar är omtvistad bland historiker.
1717 invaderade de västmongoliska dzungarerna Tibet och dödade en pretendent på Dalai Lamas tron, som dittills härskat i Lhasa. Detta ledde till att Kangxi-kejsaren startade en militärexpedition mot dzungarerna, som dock misslyckades. Inte förrän 1720 kunde Qingimperiet fördriva dzungarerna och Kelzang Gyatso kunde nu bestiga tronen i Potalapalatset som den sjunde Dalai Lama.
1727 förklarade Kangxi-kejsaren Tibet som ett protektorat under Qingimperiet och installerade två ståthållare (amban) om ledde de utländska och militära ärendena, men ledningen av civila och religiösa frågor överläts åt den tibetanska regeringen. Delar av Kham annekterades och införlivades i Sichuan-provinsen samtidigt som Amdo styrdes som ett speciellt protektorat under en kejserlig ståthållare i Xining..
Under Qing-dynastin var Tibet länge stängt för utlänningar, som regelmässigt utvisades ur landet. Bland de som lyckades ta sig in i landet var den katolske missionären Évariste Régis Huc som vistades där 1846 tillsammans med en missionärskollega.
1903–1904 invaderades Tibet av en brittisk expedition ledd av Francis Younghusband med 3000 soldater och 7000 bärare, sherpas som nådde Lhasa efter hårda strider. Från brittisk sida hävdades det att ett av motiven bakom expeditionen var att förekomma Ryssland som påstods vilja annektera Tibet. När expeditionen nådde Lhasa har den trettonde Dalai lama redan flytt till Mongoliet. Den brittiska expeditionen tvingas till återtåg i september 1904 inför den annalkande vintern. Qing-hovet i Peking vägrade emellertid att acceptera ett för britterna mycket förmånliga avtal, det skulle ge britterna rätt till kontroll över telekommunikationer och mineralrättigheter osv,  som britterna med vapenhot tvingat fram i Lhasa.
I ett avtal mellan Kina och Storbritannien 1906 lovade Storbritannien att inte annektera tibetanskt territorium eller blanda sig i administrationen av Tibet. Därmed erkände Storbritannien också att det avtal som undertecknade i Lhasa 1904 inte gällde. Följande år erkände Storbritannien Kinas överhöghet (ordagrant suzerain rights) i Tibet i ett avtal med Ryssland.
Den kineiska regeringen, som tidigare inte hade utövat någon verklig makt i Tibet på grund av dess svåråtkomlighet och ringa materiella världen, försökte 1909-10 förvandla sin formella överhöghet över Tibet till en reel, men mötte på motstånd, och Dalai Lama flydde till Indien.
Xinhairevolutionen 1911–12 tvingade änkekejsarinnan Longyu att avstå från regeringsmakten i sin minderårige sons namn, den åttaårige kejsaren Puyi, och Republiken Kina bildades. Den nya regeringen under Yuan Shikai hävdade att Republiken Kina övertagit den avsatte kejsarens och hans regerings överhöghet i Tibet, men på grund av Kinas inre splittring kunde inte Peking utöva någon politisk makt i Tibet och 1913 återvände den trettonde Dalai Lama från Indien
och förklarade landet självständigt.

## Det självständiga Tibet 1913–1951

Tibets flagga som användes mellan 1912 och 1950 är förbjuden i Kina, men används fortfarande av den centrala tibetanska administrationen.

Tibets status under perioden 1912–1951 har varit mycket omstridd. 1913–1914 slöts ett avtal mellan Republiken Kina, Tibet och Storbritannien i den indiska staden Simla som aldrig ratificerades av Kina. Ett ömsesidigt erkännande mellan Mongoliet, som gjort sig självständigt, undertecknades i ett avtal år 1913.
Från slutet av 1800-talet fram till 1935 ledde den svenske upptäcktsresanden Sven Hedin flera årslånga expeditioner i Tibet. Det resulterade bland annat i kartor över stora delar av Tibet, böcker och ett stort antal volymer med vetenskaplig dokumentation.
1940 tillsattes den fjortonde reinkarnationen av Dalai lama, då var han endast fyra år gammal. Andra världskriget och inbördeskrig i Kina bidrog till att Tibet var mycket isolerat under 1930- och 1940-talet. Västerlänningar var under lång tid förbjudna att besöka Lhasa.
I juni 1950 ledde utvecklingen till att en representant för den brittiska regeringen fick svara på en fråga i underhuset om hur den brittiska regeringen såg på Tibets status. Svaret blev att den brittiska regeringen "alltid hade varit beredd att erkänna Kinas överhöghet i Tibet under förutsättning att Tibet betraktades som autonomt" 
I en rapport publicerad år 1960 av The International Commission of Jurists var slutsatsen däremot att Tibet 1913–1950 hade en allmänt accepterad status som en stat enligt internationell rätt. Det inflytande som Kina hade haft i Tibet betraktade kommissionen närmast som rent symboliskt. Kinesiska regeringar har däremot, under hela 1900-talet, hävdat att Tibet sedan många hundra år är en del av Kina. Det synsättet delades år 1939 av den svenske sinnologen Bernhard Karlgren i en bok om det då pågående kriget mellan Kina och Japan.

## Tibet under Folkrepubliken Kina

### De första åren

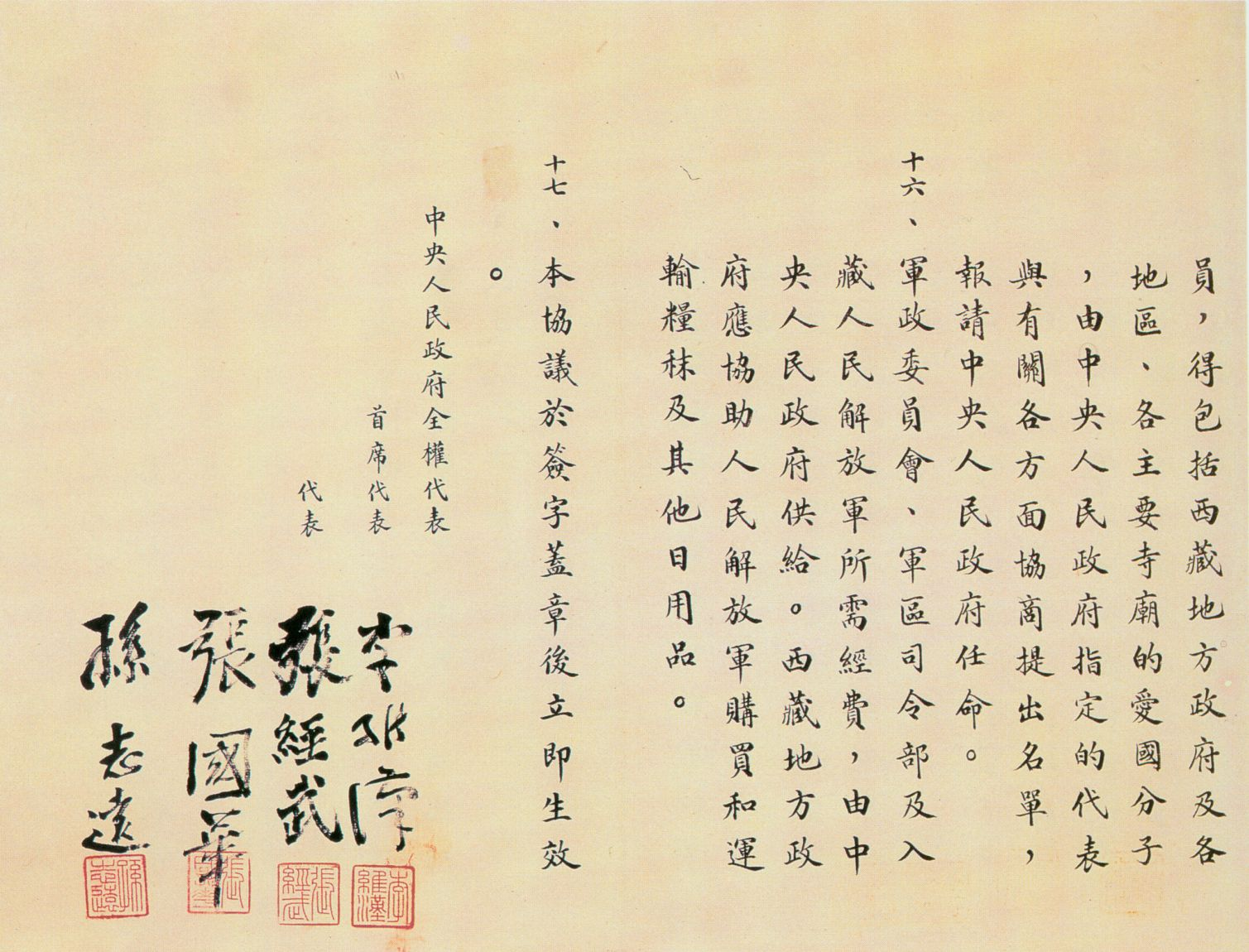
Sjuttonpunktsöverenskommelsen.

Den 7 oktober 1950 omringade trupper ur Folkets befrielsearmé Tibet för att införliva regionen med den nyupprättade Folkrepubliken Kina. Den tibetanska regeringen försökte förgäves vädja till FN om intervention, men då detta misslyckades sände Dalai Lama en delegation till Peking, som leddes av Ngabö Ngawang Jigme och bestod av Dzasak Khemey Sonam Wangdi, Khentrung Thuptan, Tenthar, Khenchung Thuptan Lekmuun Rimshi och Samposey Tenzin Thondup. Den kinesiska delegationen bestod av Li Weihan, Zhang Jingwu, Zhang Guohua och Sun Zhiyuan. Den båda delegationerna undertecknade en överenskommelse på sjutton punkter den 23 maj 1951 gav Tibet långtgående inre autonomi inom Folkrepubliken Kina.
De första åren förflöt ganska väl och Dalai Lama upprätthöll goda förbindelser med Kinas centralregering och Mao Zedong, men 1955–1959 försämrades relationerna avsevärt. Kollektiviseringen av jordbruket i övriga Kina drabbade de tibetanska minoriteterna i Sichuan, Gansu och Qinghai hårt. Det stora språnget försämrade situationen ytterligare och flyktingar från dessa regioner strömmade in i Tibet och destabiliserade regionen. Relationerna mellan den lokala tibetanska regeringen och de kinesiska myndigheterna försämrades därmed avsevärt. Även USA börjar blanda sig i Tibets angelägenher och hjälpte CIA till att utrusta tibetanska upprorsmakare, vilket frös relationerna mellan USA och Kina ytterligare.

### Upproret 1959
I mars 1959 spreds ett rykte i Lhasa om att kineserna tänkte kidnappa Dalai Lama. Tibetanerna försökte skydda Dalai Lama genom att under flera dagar ockupera Norbulingka, Dalai Lamas sommarpalats, som då låg strax utanför Lhasas centrum. De vilda protester utanför Norbulinka ledde till att samarbetet mellan Dalai Lama och ockupationsmakten rasade helt. Dalai Lama flydde från Lhasa till fots natten 10 mars 1959. Han tog sin tillflykt till Indien och förlade i Dharamsala den centrala tibetanska administrationen och ett exilsamhälle. Enligt den kinesiska regeringen låg missnöje bland de före detta stora jordägarna i Tibet som förlorat jord och makt bakom försöket till uppror 1959. Några dagar efter flykten påbörjades strider mellan kommunisterna och tibetanerna vilket resulterade i att 10 000–15 000 tibetaner stupade. Dalai Lama började, från Indien, arbeta för ett självständigt Tibet. Panchen Lama stannade kvar i Kina men fängslades efter att ha skrivit en protestbrev till den kinesiska regeringen. 1965 omskapades Tibet som en autonom region i Folkrepubliken Kina.

### Kulturrevolutionen
I augusti 1966 bröt kulturrevolutionen ut i det egentliga Kina och Röda garden bildades även i Tibet, där det snart bildades olika lokala fraktioner. "Rebellerna" organiserade sig i en fraktion som kallades "Gyenlog" efter det tibetanska ordet för "revolt" (གྱེན་ལོག་; wylie: gyen-log), medan representanter från den lokala partieliten skapade "Nyamdrel"-fraktionen efter det tibetanska ordet för "allians" (མཉམ་སྦྲེལ་; wylie: mnyam-sbrel). Gyenlog fick stöd av den regionale befälhavaren för den fjärde fältarmén, Zeng Yongya, som hade starka band till Lin Biao, medan Nyamdrel backades upp av Ren Rong som var politisk kommissarie i regionen. Hankineser och tibetaner fanns representerade i båda fraktionerna, men hankineser hade monopol på alla ledande ställningar.

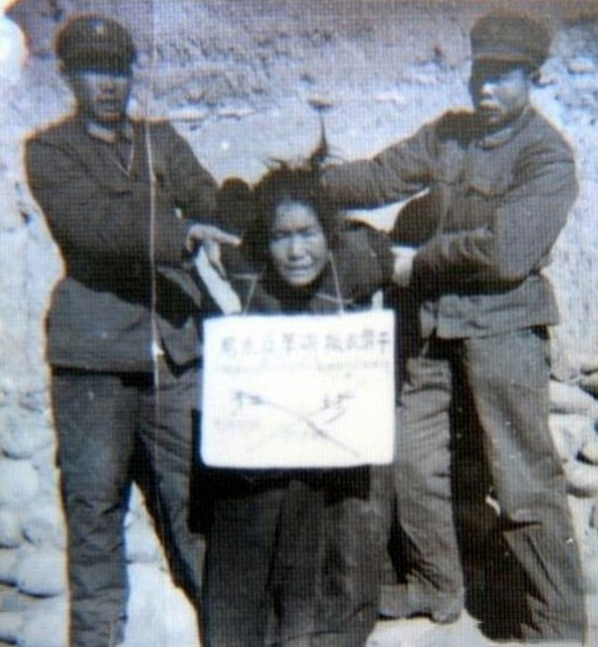
Thamzing av tibetansk kvinna.

Hårda stridigheter bröt ut mellan de två fraktionerna, som båda gjorde anspråk på att företräda Mao Zedong, och kring 1968 rådde det i praktiken inbördeskrig i Tibet och den regionala partiavdelningen hade upphört att fungera. 1968 utgick Zeng Yongya som tillfällig segrare i maktkampen och utropade sig till ordförande i den revolutionära kommittén i Tibet, som nu ersatt både den civila regeringen och kommunistpartiet. Striderna mellan de två fraktionerna fortsatte dock, vilket bland annat gav upphov till en blodig incident i Nyemo i juni 1969, då anhängare till Gyenlog-fraktionen slaktade verkliga och föregivna anhängare till Nyamdrel under religiösa former. I samband med Lin Biaos försvagade ställning avsattes Zeng av sin rival Ren Rong, som nu blev utnämnd både till partisekreterare i det återupprättade regionala kommunistpartiet och till ordförande i den autonoma regionen. Ren lyckades behålla sin ställning även efter Maos död 1976, vilket bidrog till att fördröja reformpolitikens införande i Tibet med flera år.
Under hela kulturrevolutionen utsattes den tibetanska kulturen utsattes också för svår förstörelse och under åren 1966–1976 skall mer än 6 000 kloster ha förstörts i Tibet. Ett stort antal sekulära och religiösa ledare utsattes för thamzing (འཐབ་འཛིང་; wylie: ʼthab-ʼdzing), ett slags politiska kampsessioner som ibland urartade i våldsamheter. En annan konsekvens av kulturrevolutionen i Tibet är att en grupp politisk radikala etniskt tibetanska partikadrer, som Ragdi och Pasang, lyckades skapa sig en relativ maktställning under kulturrevolutione. Till skillnad från många andra grupper som tjänade på kulturrevolutionen lyckades dessa kadrer behålla sin ställning i partiapparaten efter de Fyras gängs fall och de framträdde sedan som en viktig opposition mot reformpolitiken.

### Tibet under reformåren
1976 avled Mao Zedong och förtrycket av den tibetanska kulturen lindrades. På 1980-talet lovade den nye ledaren Hu Yaobang att samtliga lamor i exil skulle kunna återvända till Tibet, varpå Dalai Lama sände en utvärderingsgrupp till Tibet, som mottogs entusiastiskt av lokalbefolkningen. Panchen Lama släpptes ut från fängelset och 1980 fick Tibet ökad religionsfrihet. I maj 1984 skedde dock en kursändring och partisekreteraren Yin Fatang förklarade att Dalai Lamas eventuella återkomst inte var önskvärd så länge som denne inte "medgav sina misstag".
Åren 1984–85 ökade antalet hankinesiska bosättare i Tibet markant sedan den kinesiska regeringen slagit in på den "öppna dörrens" politik. Den 27 september 1987 gick munkar och nunnor ut i öppen protest mot regeringen i Peking och flera öppna protester följde de närmaste åren, vilket åter väckte omvärldens intresse för regionen. Upploppen ledde till att den dåvarande partisekreteraren Wu Jinghua avskedades och ersattes med den mer hårdföre Hu Jintao, som införde undantagstillstånd när nya oroligheter bröt ut efter Panchen Lama plötsliga död i januari 1989. 1989 fick också Dalai Lama Nobels fredspris för sin förespråkande av en icke-våldslösning på Tibet-konflikten, men de tibetansk-kinesiska drabbades av ett hårt bakslag då den tionde Panchen Lama avled samma år.
I samband med Panchen Lamas bortgång inleddes sökandet efter en efterträdare, vilket leddes av en grupp som utsetts av den kinesiska regeringen. Chefen för gruppen, Chadrel Rinpoche, gav i hemlighet den landsflyktige Dalai Lama uppgifter om olika kandidater och 1995 tillkännagav Dalai Lama att Gedhun Chökyi Nyima var den elfte inkarnationen av Panchen Lama. Den kinesiska regeringen svarade med att fängsla Chadrel Rinpoche och utsåg Sengchen Lobsang Gyaltsen till ny chef för sökgruppen.
Sengchen Lobsang Gyaltsens nya grupp förbisåg Dalai Lamas val av inkarnation och utsåg i stället Gyaltsen Norbu genom lottdragning med den "gyllene urnan". Den 8 december 1995 installerades han som den elfte Panchen Lama i Trashi lümpo-palatset i Shigatse. Han erkändes emellertid inte av den tibetanska exilregeringen som fortfarande hävdar att Gedhun Chökyi Nyima är en autentiske reinkarnationen av Panchen Lama.
2006 öppnades Qingzang-järnvägen mellan Golmud och Lhasa, vilket skapade bättre kommunikationer mellan Tibet och det egentliga Kina samtidigt som inflyttningen av hankinesiska bosättare till regionen ökade. 2007 tilldelades Dalai Lama den amerikanska kongressens guldmedalj, vilket Kinas regering protesterade emot.

### Oroligheterna i Tibet 2008
Vid en presskonferens i Japan i april 2018 sade Dalai Lama att Kina "förtjänar verkligen" att hålla OS.
– Trots de olyckliga händelserna i Tibet har min inställning inte förändrats.
Kinas president Hu Jintao hävdade att Kina är redo att tala med Dalai lama, förutsatt att denne avstår från att försöka splittra fäderneslandet, uppvigla till våld och sabotera Pekings olympiska spel.

### Utvärdering av det kinesiska styret
Ockupationen av Tibet har kostat hundratusentals tibetaners liv. Antalet offer i Tibet är svåra att skatta. Den tibetanska exilregeringen uppgav 1984 1 200 000 döda, det vill säga 25 procent av landets befolkning, vilket kan vara överskattat. Å andra sidan visar de officiella folkräkningarna från 1953 och 1964 att folkmängden minskade från 2,8 till 2,4 miljoner, korrigerat för de som gick i exil, föddes och dog naturligt. Detta ger en svårtolkad ”överdödlighet” på 800 000. Bevisvärdet i denna siffra är dock låg eftersom åtminstone folkräkningen 1953 torde ha skett under mycket osäkra förhållanden. Enligt statistik för senare perioder skall tibetaner ha haft en snabbare folkökning än hankineser och medellivslängden ökat mycket kraftigt.
Tibetfrågan och stödet till exilregeringen och tibetanska befrielseorganisationer sågs av CIA att ingå i den antikommunistiska verksamheten På grund av Tibets geografiska isolering och att Tibet-frågan blev en del av det kalla kriget så finns det på väldigt många områden många helt motstridiga uppgifter om vad som egentligen hände i Tibet under 1950-talet. Troligen sände CIA fram till Nixons besök i Kina o början av 1970-talet systematiskt in agenter med uppdrag att stödja ett tibetanskt motstånd mot kommunismen.  
Dalai Lama själv ställer sig numera utanför den politiska skalan, men har lovat på den tibetanska exilregeringens sida att aldrig återfödas på ett territorium kontrollerat av Folkrepubliken Kina.
Den kinesiska regeringens kontroll över regionen ses av tibetanerna som sammanvävd med kränkningarna av de mänskliga och demokratiska rättigheterna och uppmärksammades internationellt. Rasistisk diskriminering av tibetaner avhandlades vid FN:s Världskonferensen mot rasism 2001 . Amnesty International har kontinuerlig bevakning av situationen i landet. Till exempel i årsrapporten från 2005 redovisar organisationen att i den autonoma regionen Tibet under Kinas styre har fängslats över 100 personer som Amnesty kvalificerat som samvetsfångar . Likaså Human Rights Watch regelbundet följer upp och rapporterar om situationen i Tibet med övergreppen mot den tibetanska befolkningen . Årsrapporten från 2006 tar upp situationen i Tibet.

### Källhänvisningar
- Buckley, Michael; Strauss Robert, Taylor Chris (1995) (på engelska). Tibet: travel survival kit (3Rev.ed /revised by C. Taylor). Lonely Planet. Libris 6166443. ISBN 0-86442-289-X (pbk)
- Goldstein, Melvyn C.; Rimpoche Gelek (1989) (på engelska). A history of modern Tibet, 1913-1951: the demise of the Lamaist state. Berkeley: Univ. of California Press. Libris 5005342. ISBN 0-520-06140-3 (alk. paper)
- Goldstein, Melvyn C. (2007) (på engelska). A history of modern Tibet. 2, The calm before the storm, 1951-1955. Berkeley: University of California Press. Libris 10709387. ISBN 0-520-24941-0 (cloth : alk. paper)
- Goldstein, Melvyn C. (1997) (på engelska). The snow lion and the dragon [Elektronisk resurs : China, Tibet, and the Dalai Lama]. Berkeley: University of California Press. Libris 10028375. http://content.cdlib.org/xtf/view?docId=ft2199n7f4&query=&brand=ucpress
- Goldstein-Kyaga, Katrin (2008). Tibet och den svenska tystnaden: Tibets politiska status och Sveriges ståndpunkt. Stockholm: Amaryllis. Libris 10901007. ISBN 978-91-973844-5-2
- Goldstein-Kyaga, Katrin (2011). Tibet fredsstaten kultur, historia, samhälle. Stockholm/Stehag: Brutus Östlings bokförlag Symposion. Libris 12130006. ISBN 978-91-7139-867-3
- Halkias, Georgios (2013) (på engelska). Luminous Bliss: A Religious History of Pure Land Literature in Tibet : with an Annotated English Translation and Critical Analysis of the Orgyan-gling Gold Manuscript of the Short Sukhavativyuha-sutra. University of Hawaiʻi Press. sid. 4. ISBN 9780824835903
- Petech, Luciano. (1950) (på engelska). China and Tibet in the early 18th century: history of the establishment of Chinese protectorate in Tibet. T'oung pao; archives concernant l'histoire, les langues, la géographie, l'ethnographie et les arts de l'Asie orientale. Monographie ; 1. Leiden: E.J. Brill. Libris 10401094
- Powers, John (2007) (på engelska). Introduction to Tibetan Buddhism ([2.], rev. ed.). Ithaca, N.Y.: Snow Lion. Libris 10896185. ISBN 978-1-55939-282-2 (hft.)
- Tsering Shakya (1999) (på engelska). The dragon in the land of snows: a history of modern Tibet since 1947. London: Pimlico. Libris 5489242. ISBN 0-14-019615-3 (hft., Penguin Compass, 2000)
- Sperling, Elliott (2004). The Tibet-China Conflict: History and Polemics. Washington, D.C.: East-West Center Washington. ISBN 1-932728-12-0. http://www.eastwestcenter.org/publications/search-for-publications/browse-alphabetic-list-of-titles/?class_call=view&pub_ID=1481&mode=view
- Tuttle, Gray. (2004) (på engelska). Tibetan Buddhists in the making of modern China. New York: Columbia University Press. Libris 9510735. ISBN 0-231-13446-0
- Tuttle, Gray (2008). ”Using Zhu Yuanzhang's Communications with Tibetans to Justify PRC Rule in Tibet”. i Schneewind Sarah. (på engelska). Long live the emperor!: uses of the Ming founder across six centuries of East Asian history. Ming studies research series ; no. 4. Minneapolis: Society for Ming Studies. sid. 413-29. Libris 11448276. ISBN 0-9800639-0-6
- Van Schaik, Sam. (2011) (på engelska). Tibet: a history. New Haven: Yale University Press. Libris 12222743. ISBN 978-0-300-15404-7 (cl : alk. paper)
- Waddell, L. Austine (1972) (på engelska). Tibetan Buddhism: with its mystic cults, symbolism and mythology and in its relation to Indian Buddhsim. New York: Dover. Libris 4990128. ISBN 0-486-20130-9